# Herbert Richers
Herbert Richers (Araraquara, 11 de março de 1923 – Rio de Janeiro, 20 de novembro de 2009) foi um produtor de cinema e empresário brasileiro. Radicado no Rio de Janeiro desde 1942, fundou oito anos mais tarde a empresa homônima Herbert Richers S.A., que começou no ramo de distribuição de filmes e depois se tornou o principal estúdio de dublagem da América Latina.

## Biografia
Nascido em Araraquara, São Paulo, filho de Guilherme Richers e Maria Luísa Wulfes, ambos de ascendência alemã, Herbert Richers se mudou para o Rio de Janeiro na década de 1940 para cursar a faculdade de engenharia. Para complementar sua renda, começou a trabalhar como fotógrafo em um estúdio de cinema, e isso levou-o em 1946 a conhecer Walt Disney, que veio gravar um documentário na cidade e contratou Richers como cinegrafista. Logo se tornou amigo de Disney, e passou a frequentemente ir visitar seus estúdios em Los Angeles, inspirando-o a também se tornar produtor de cinema no Brasil. Inicialmente colaborou com a Atlântida Cinematográfica antes de fundar o seu estúdio, Herbert Richers S.A., no bairro da Usina, zona Norte do Rio de Janeiro, onde passou, além de produzir, fazer distribuições de filmes para serem exibidos nos cinemas.
Tendo conhecido o sistema de dublagem em Hollywood, decidiu utilizar o método de gravar áudio na pós-produção primeiro para contornar as limitações técnicas da captação de som brasileira, com produções como Sai de Baixo (1956) tendo todos os seus diálogos dublados. Logo esse conhecimento passou a ser aplicado nos filmes exibidos na TV, resolvendo o grande problema das legendas, quase ilegíveis para a tecnologia da época.

### Morte
Morreu no Rio de Janeiro, na Clínica São Vicente, na Gávea, em 20 de novembro de 2009, em consequência de um problema renal. O empresário era casado com a designer de joias Cookie Richers, com quem teve 3 filhos: Herbert Jr., Ronaldo e Celina.

## Patrimônio cultural
A casa construída pelo empresário em Ribeirão Pires em 1957 e usada como set de filmagens para os filmes Papai Trapalhão e Golias contra o homem das bolinhas, foi tombada, em 2016, como patrimônio histórico municipal.